# Megaselia arcticae
Megaselia arcticae är en tvåvingeart som beskrevs av Ronald Henry Lambert Disney 2004. Megaselia arcticae ingår i släktet Megaselia och familjen puckelflugor.
Artens utbredningsområde är Grönland. Inga underarter finns listade i Catalogue of Life.